# Geolycosa ituricola
Geolycosa ituricola este o specie de păianjeni din genul Geolycosa, familia Lycosidae. A fost descrisă pentru prima dată de Strand, 1913. Conform Catalogue of Life specia Geolycosa ituricola nu are subspecii cunoscute.